# Annette van Zyl
Annette van Zyl (* 25. September 1943 in Pretoria), nach ihrer Heirat auch als Annette du Plooy bekannt, ist eine ehemalige südafrikanische Tennisspielerin. Im Jahr 1966 konnte sie den Mixedtitel bei den French Open gewinnen.

## Karriere
Im Januar 1965 gewann van Zyl den Einzeltitel bei den Natal Championships in Durban. Im April desselben Jahres gewann sie das Finale der British Hard Court Championships in Bournemouth, das sie jedoch in zwei Sätzen gegen Ann Haydon-Jones verlor. Zwei Monate später gewann sie das Rasenturnier im englischen Cheltenham und später im Juni war sie siegreich beim Turnier im Queen’s Club in London, wo sie im Finale Christine Truman besiegte.
Sie errang 1966 an der Seite ihres Landsmanns Frew McMillan den Titel im Mixeddoppel bei den Internationalen französischen Tennismeisterschaften, die später in French Open umbenannt wurden. Im Finale besiegten sie die Paarung Ann Haydon-Jones und Clark Graebner in drei Sätzen.
Bei den French Open 1967 erreichte van Zyl nach einem Sieg über Billie Jean King das Halbfinale, in dem sie der Australierin Lesley Turner unterlag. Im Doppelwettbewerb erreichte sie mit ihrer Doppelpartnerin Pat Walkden das Finale, in dem sie sich gegen Françoise Dürr und Gail Sherriff geschlagen geben mussten.
Im August 1968 gewann sie den Einzelwettbewerb in Hamburg, indem sie in der Finalpartie Judy Tegart schlug. Bei diesem Turnier gewann sie zudem den Doppel- und Mixedwettbewerb.
Nach 1968 erreichte Annette du Plooy, wie sie nach der Hochzeit hieß, bis 1975 keine Endrunde. Im Jahr 1975 konnte sie das Finalmatch im Einzel beim Turnier in Johannesburg in drei Sätzen gewinnen. Ein Jahr später erreichte sie beim Turnier in Gstaad in der Schweiz gemeinsam mit Brigette Cuypers das Doppelfinale, das sie verloren.
Zwischen 1964 und 1976 spielte Van Zyl bei elf Begegnungen für das südafrikanische Federation-Cup-Team, wobei die sieben ihrer zwölf Matches gewann.

## Persönliches
Van Zyl heiratete am 20. April 1968 Jan du Plooy in Pretoria. Sie ist heute Trainerin beim Brooklyn Union Tennis Club in ihrer Heimatstadt.

## Finalteilnahmen bei Grand-Slam-Turnieren

### Doppel
| Nr. | Datum        | Turnier                                           | Belag | Doppelpartner | Finalgegner                  | Ergebnis |
| --- | ------------ | ------------------------------------------------- | ----- | ------------- | ---------------------------- | -------- |
| 1.  | 3. Juni 1967 | Internationale französische Tennismeisterschaften | Sand  | Pat Walkden   | Françoise Dürr Gail Sherriff | 2:6, 2:6 |

### Mixed
| Nr. | Datum        | Turnier                                           | Belag | Doppelpartner | Finalgegner                     | Ergebnis      |
| --- | ------------ | ------------------------------------------------- | ----- | ------------- | ------------------------------- | ------------- |
| 1.  | 5. Juni 1966 | Internationale französische Tennismeisterschaften | Sand  | Frew McMillan | Ann Haydon-Jones Clark Graebner | 1:6, 6:3, 6:2 |